# Церква святого великомученика Димитрія Солунського (Тисовець)
Свя́то-Дми́трівська це́рква (це́рква Дми́трія Солу́нського) — православний храм на честь Дмитрія Солунського у с. Тисовець Чернівецької області, пам'ятка архітектури місцевого значення.
Церква побудована в 1892 році.